# Fischmarkt (Erfurt)

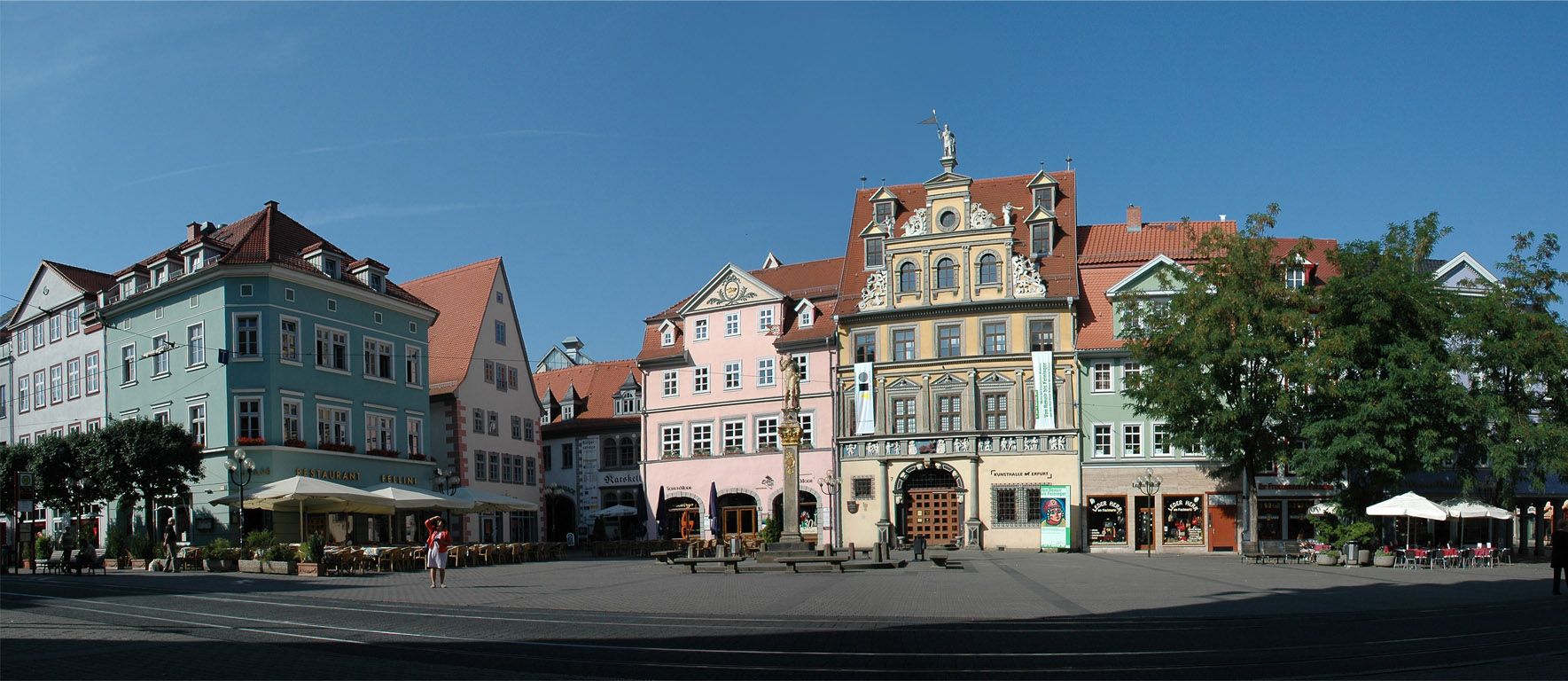
Pohled na Haus zum Roten Ochsen a Herold

Fischmarkt (česky: Rybí trh) je centrální náměstí v durynském hlavním městě Erfurtu a stojí zde i Erfurtská radnice. Nachází se na starém městě mezi náměstími Domplatz na západě a Anger jihovýchodě.

## Historie
První zmínky o tomto náměstí pocházejí z roku 1293 a znějí in foro piscium iuxta hospitale. Ve středověku zde byli velmi často pořádány různé trhy, díky tomu se náměstí pomalu stalo společenským středem města a roku 1275 byla na jeho západní straně vybudována první radnice. Dnešní novogotická radnice, pocházející z roku 1875, stojí na stejném místě. Architekty radnice byli Theodor Sommer a August Thiede. V 30. letech 20. století byla radnice rozsáhle rozšířena podle návrhů jež vyhotovil Johannes Klass.
V roce 1591 byl naproti radnice postaven sloup, na němž je umístěn ozbrojený Říman. Měšťané tím chtěli ukázat své duchovní vrchnosti (konkrétně mohučskému arcibiskupovi, kterému město patřilo), že jsou připraveni bránit své výsady svobodného říšského města v nejhorším případě i za pomoci zbraní.
Na náměstí stojí i několik pozornosti hodných patricijských renesančních domů, konkrétně Haus zum Roten Ochsen (Dům u Červeného vola) (1562), Haus zum Breiten Herd (Dům u Široké plotny) (1584), Haus Zur Güldenen Krone (1564) (Dům u Zlaté koruny) a Haus zum Güldenen Löwen (Dům u Zlatého lva) (1740), které ukazují bohatství města v minulosti.
Z let 1934/1935 pochází budova spořitelny Sparkasse am Fischmarkt (spořitelna na Rybím trhu) umístěná po pravé straně radnice. V průběhu ostřelování města americkou armádou ve květnu 1945 byly zničeny malby na fasádě a devět metrů vysoké vitrážové okno.
Na náměstí se nachází tramvajová zastávka Fischmarkt/Rathaus, přes kterou jezdí tři linie hromadné dopravy. Fischmarkt dnes patří k erfurtské pěší zóně. Z náměstí vede na západ Marktstraße a na jih Schlösserstraße a dále několik menších uliček (Rumpelgasse, Schuhgasse, Rathausgasse). Na východě přechází Fischmarkt do Benediktsplatz (benediktinského náměstí), ze kterého vede cesta na Krämerbrücke.

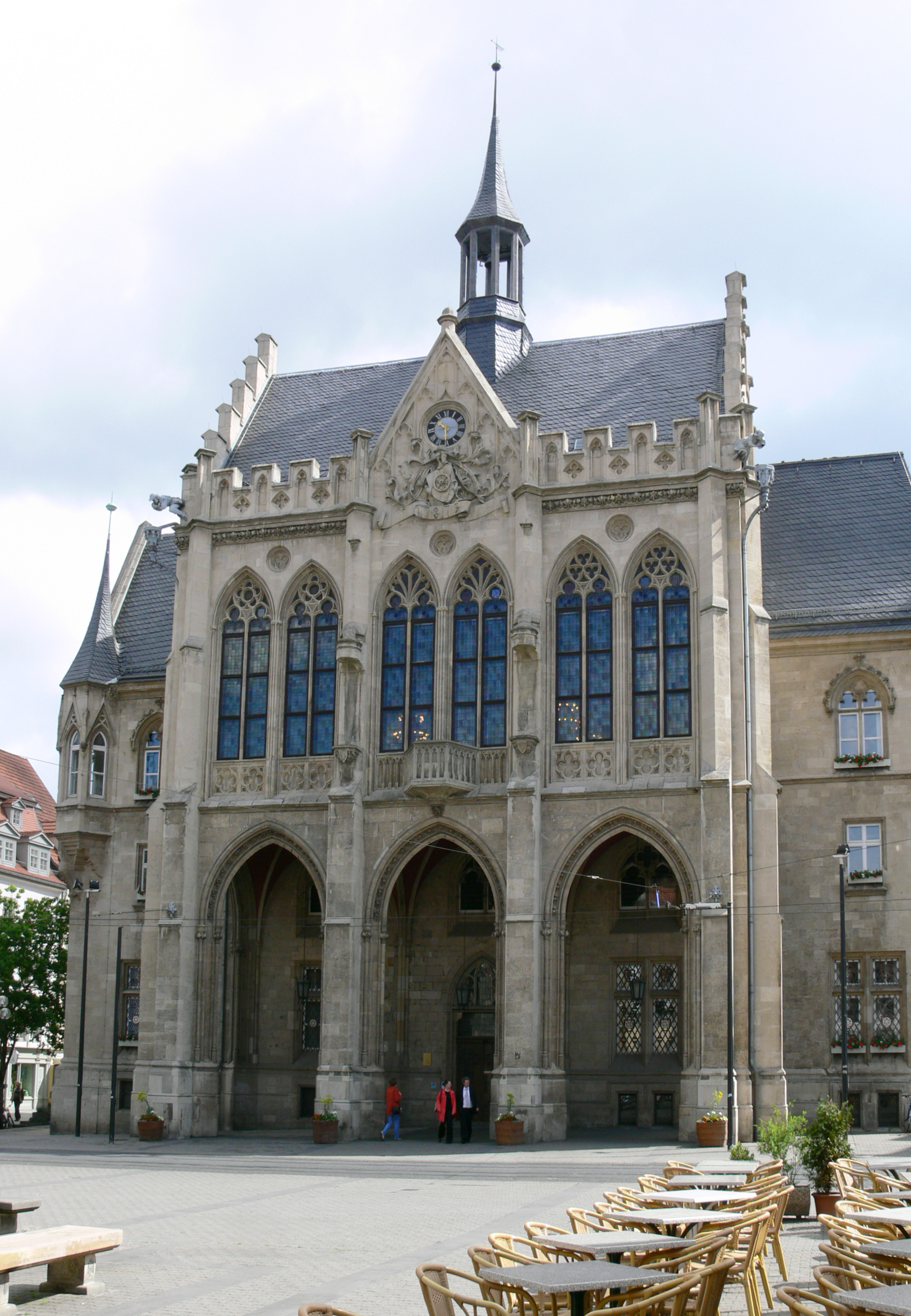
Erfurtská radnice
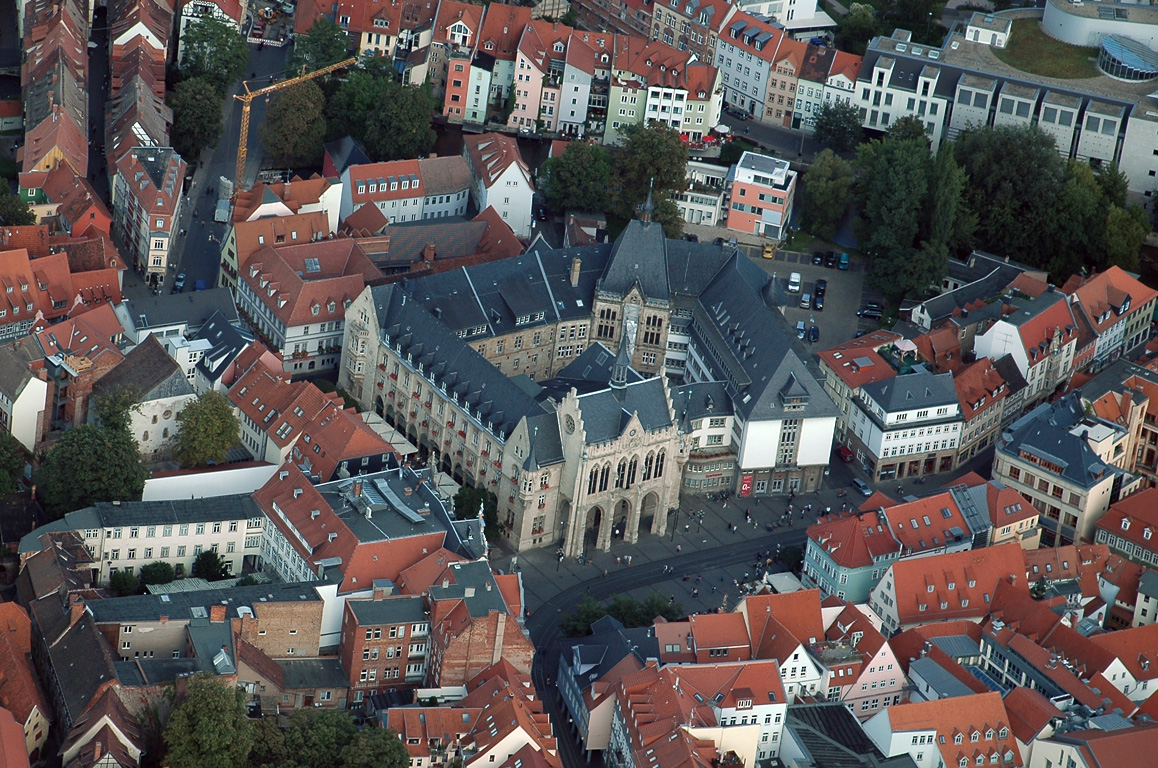
Letecký pohled na Erfurtskou radnici
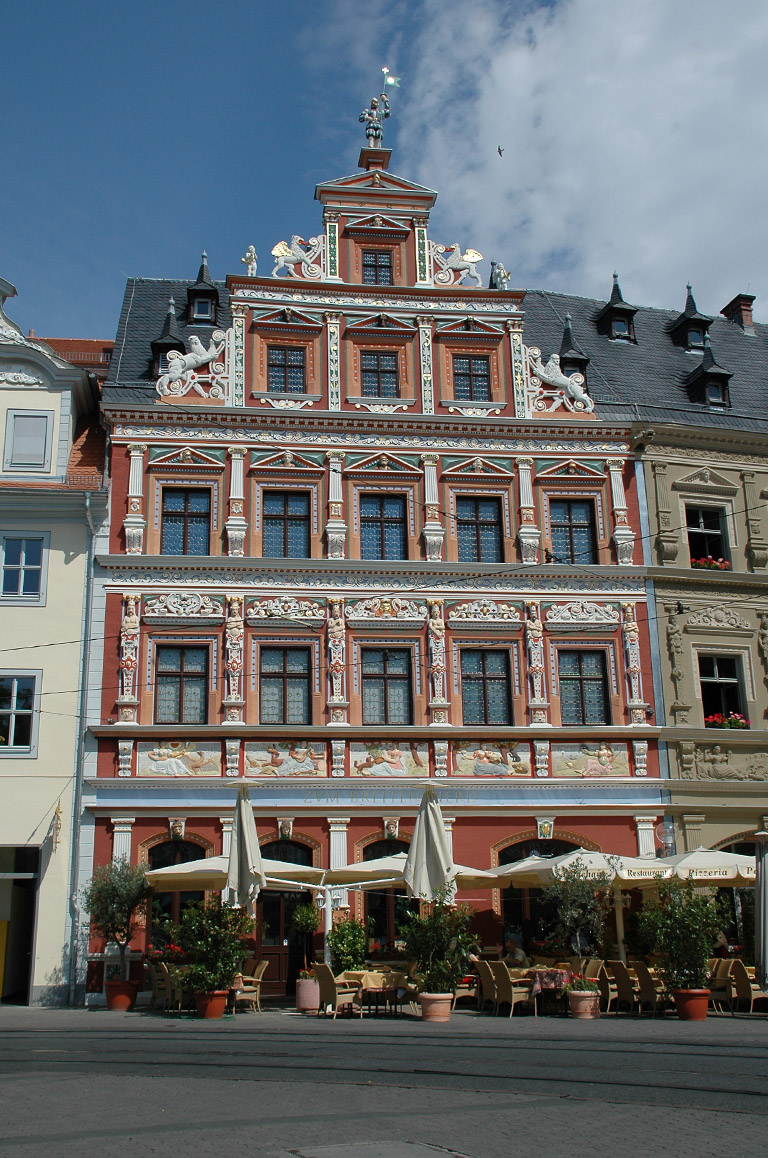
Haus zum Breiten Herd
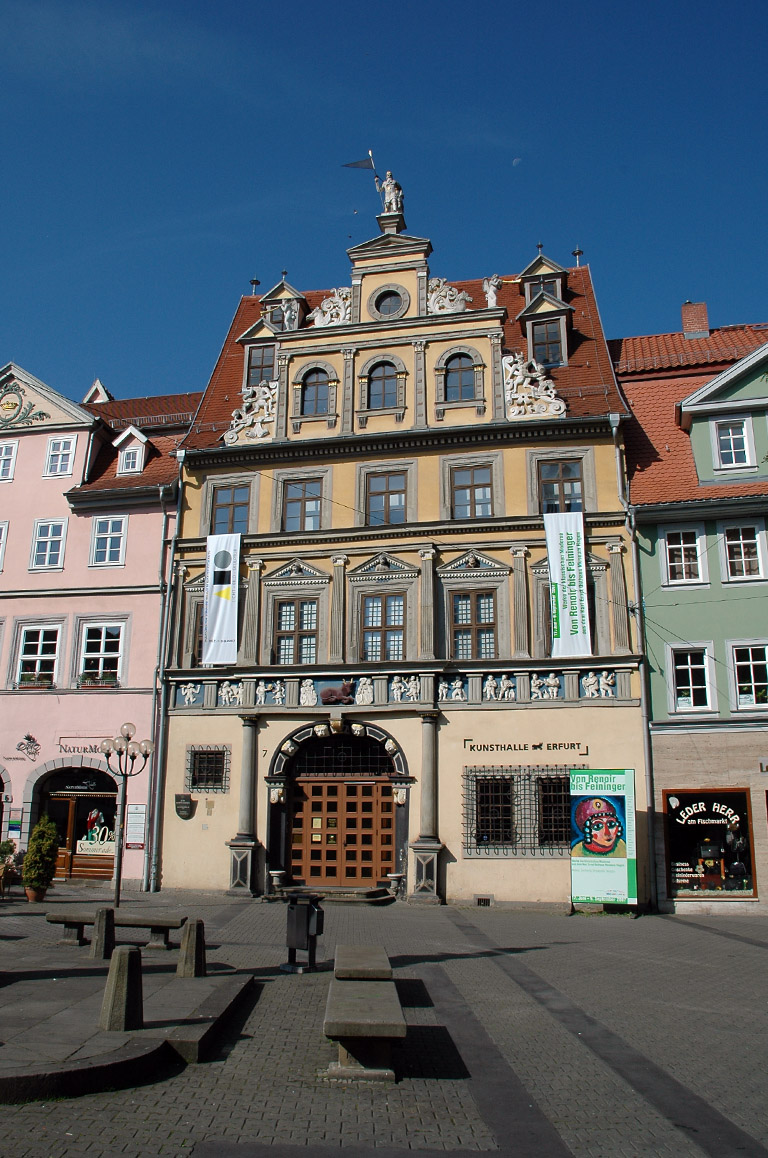
Haus zum Roten Ochsen
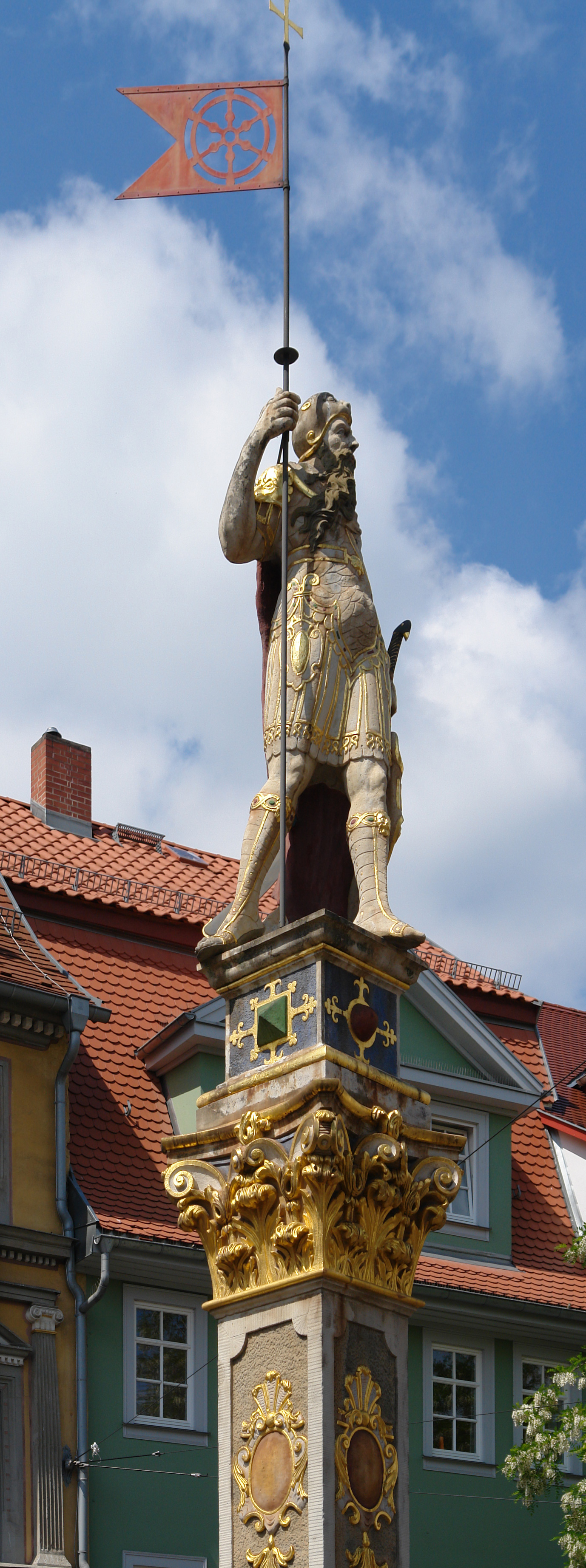
Říman
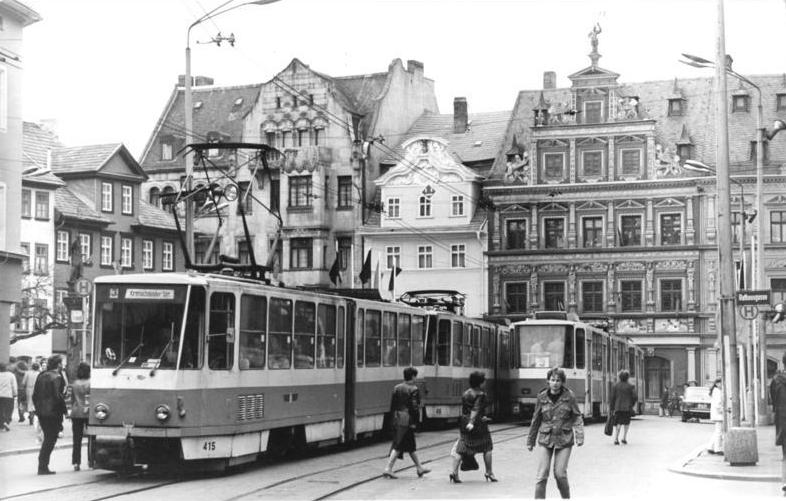
1983